# Gjutarna
Gjutarna är en svensk dokumentärfilm från 1990 i regi av Jean Hermanson.
Filmen skildrar en arbetsdag på Bredaryds nya gjuteri och totalt följs sju arbetare. Tittaren får en historisk tillbakablick över gjuteriyrket och hur det blivit alltmer mekaniserat. Filmen är till stora delar okommenterad och miljöbeskrivningarna dominerar. Inspelningen ägde rum mellan 1986 och 1989 och filmen mottogs väl bland kritikerna.

### Fotnoter
1. 1 2  ”Gjutarna”. Svensk Filmdatabas. http://www.sfi.se/sv/svensk-filmdatabas/Item/?itemid=16189&type=MOVIE&iv=Basic&ref=/templates/SwedishFilmSearchResult.aspx?id%3d1225%26epslanguage%3dsv%26searchword%3dgjutarna%26type%3dMovieTitle%26match%3dBegin%26page%3d1%26prom%3dFalse. Läst 24 maj 2013.